# Ana Enriqueta Terán
Ana Enriqueta Terán (Valera, 4 de mayo de 1918-Valencia, 18 de diciembre de 2017) fue una poeta y diplomática venezolana. Sus principales influencias fueron los clásicos españoles, como Góngora y Garcilaso de la Vega, y más tarde la poesía francesa de Rimbaud y Baudelaire. Perteneció a la Generación del 18.

## Trayectoria
Su formación intelectual comenzó con su madre Rosa Madrid Terán, quien la puso en contacto con los poetas clásicos, se inició con versos de estricta métrica, luego pasó a la poesía libre.
Su obra poética trasciende lo meramente métrico, y se constituye en una voz propia seducida por elementos que bordean la nostalgia, el amor, la sensualidad y el paisajismo andino. Realizó carrera diplomática en Uruguay (1946) y Argentina (1950). 
En 1989 fue galardonada con el Premio Nacional de Literatura, ese mismo año recibió un doctorado honoris causa de la Universidad de Carabobo.
Su casa en el pueblo de Jajó, estado Trujillo, donde vivió durante 11 años, actualmente es el centro cultural 'Casa de Hablas' justamente en honor a la obra homónima de la sonetista. El centro funciona como museo histórico, dada sus características arquitectónicas coloniales, y el significado que guarda para la población el hecho de que la poetisa la haya tomado como inspiración en varios de sus libros. En uno de sus salones Terán tuvo un taller de alta costura, donde ella misma formó a muchas mujeres de la comunidad en la confección textil. Por su parte, las autoridades municipales de su ciudad natal acordaron bautizar un teatro y una sala de conciertos con el nombre de la poetisa.

## Muerte
La poeta Ana Enriqueta Terán falleció en Valencia, Carabobo, a los 99 años de edad. No se informaron las causas de su muerte.[cita requerida]

## Leyendas urbanas
Por cierto, una vez, en ese afán de los periodistas de formular interrogantes originales, le preguntaron a Ana Enriqueta Terán qué dolía más: si escribir un poema o parir. Y ella, tras pensarlo bastante, respondió que escribir un poema a veces es un dolor, pero otras, es un placer.
Terán dudó en participar en un curso abierto para enseñar a escribir poesía porque, decía, es algo que no se puede aprender en un salón de clases.
A los 97 años, la autora seguía escribiendo, de ahí su extensa obra, la cual es referencia en la literatura venezolana e hispanoamericana.

## Obra
- Al norte de la sangre (1946)
- Presencia terrena (1949)
- Verdor secreto (1949)
- De bosque a bosque (1970)
- El libro de los oficios (1975)
- Libro de Jajó (1980-1987)
- Música con pie de salmo (1985)
- Casa de hablas (1991)
- Albatros (1992)
- Antología poética (2005)
- Construcciones sobre basamentos de niebla (Monte Ávila Editores, 2006)
- Piedra de habla  (2014) Biblioteca Ayacucho.[4]